# 卡帕克馬爾卡區
卡帕克馬爾卡區（西班牙語：Distrito de Capacmarca），是秘魯的一個區，位於該國南部庫斯科大區的瓊比維卡省，始建於1857年1月2日，面積271.81平方公里，海拔高度3,565米，2005年人口4,813，人口密度每平方公里18人。